# Nasino
Nasino är en ort och kommun i provinsen Savona i regionen Ligurien i Italien. Kommunen hade 189 invånare (2018).